# 너덜겅

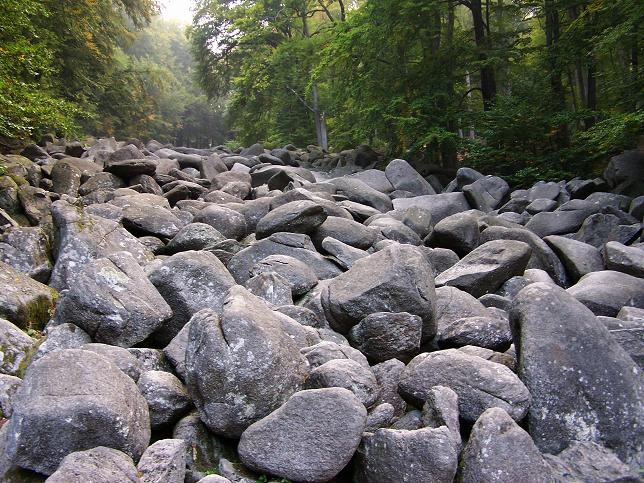

너덜겅, 너덜, 돌너덜은 화산 활동이나 빙하 활동의 결과로 바위 덩어리가 쌓인 지질 구조이다. 주로 비탈을 따라 형성되기는 하나 가끔은 평지에 형성되기도 한다. 단순한 풍화 작용으로 쓸려 내리면서 비탈을 이루는 '돌비알'과는 구분된다.
가장 잘 알려진 너덜겅은 북반구에 위치해 있다. 예는 스웨덴의 아비스코 국립공원, 웨일스의 스노도니아 국립공원, 영국의 그레이드엔드-스케펠파이크(Great End-Scafell Pike) 능선, 미국 애팔래치아 산맥의 히커리런볼더필드(Hickory Run Boulder Field) 및 리버오브록스(River of Rocks)에서 찾을 수 있다. 첫 번째 사례를 제외한 모든 사례는 현재의 아한대 기후 지역 외부에 있으며, 따라서 전통적으로 이 지역이 빙빙기 시대에 있었던 과거 시대의 유물 지형으로 간주되어 왔다.
펠젠미어(felsenmeer)라는 용어는 독일어로 '바위의 바다'를 의미하는 데서 유래되었다. 펠젠미어 또는 너덜겅에서는 동결-해빙 풍화 작용으로 인해 암석의 최상층이 부서져 밑에 있는 암석층이 들쭉날쭉하고 각진 바위로 덮여 있다. 빙결-풍화 또는 서리 풍화는 암석의 미세 균열을 따라 갇혀 있는 물이 어는점 위와 아래의 온도 변동으로 인해 팽창 및 수축할 때 발생한다. 펠젠미어는 그 자리에서 형성된다. 즉, 생성 도중이나 생성 후에 이동되지 않는다.

## 발생
경사적 요건으로 인해 고원에서 가장 흔히 볼 수 있다. 현무암과 퇴적암은 종종 다른 유형의 암석보다 더 크고 더 많은 장석을 생성한다. 너덜겅은 북극권 근처의 고산 주변빙하 지역, 특히 아이슬란드, 캐나다 북극 및 노르웨이에서 가장 흔히 발견되며, 빙상으로 덮이지 않은 중부 유럽 지역에서는 여전히 활동적이다. 남반구에서는 레소토 고원과 프린스 에드워드 제도에서 비활성 너덜겅을 찾을 수 있다.

## 갤러리

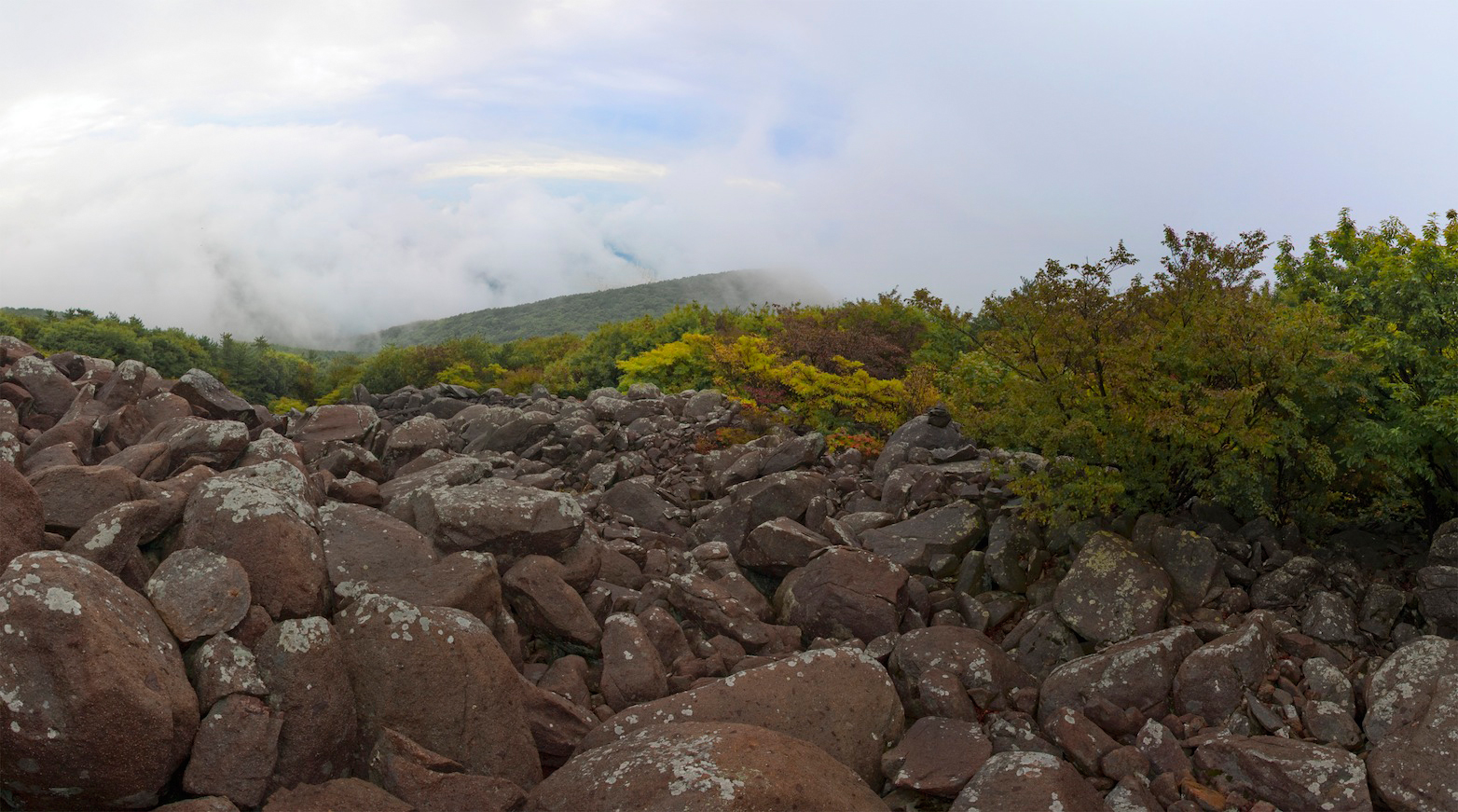
오래전 화산 활동의 결과로 생겨난, 부산 해운대에 있는 '장산'의 너덜겅 지대
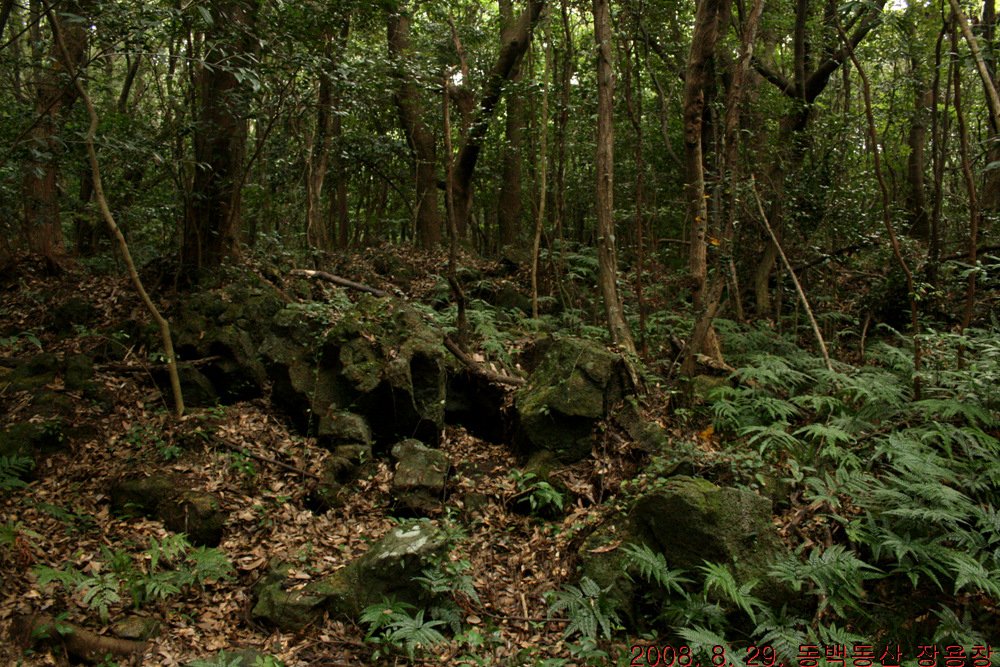
제주 특유의 화산습지인 너덜겅 지대 위에 식생이 발달한 제주 곶자왈(제주 동백동산)
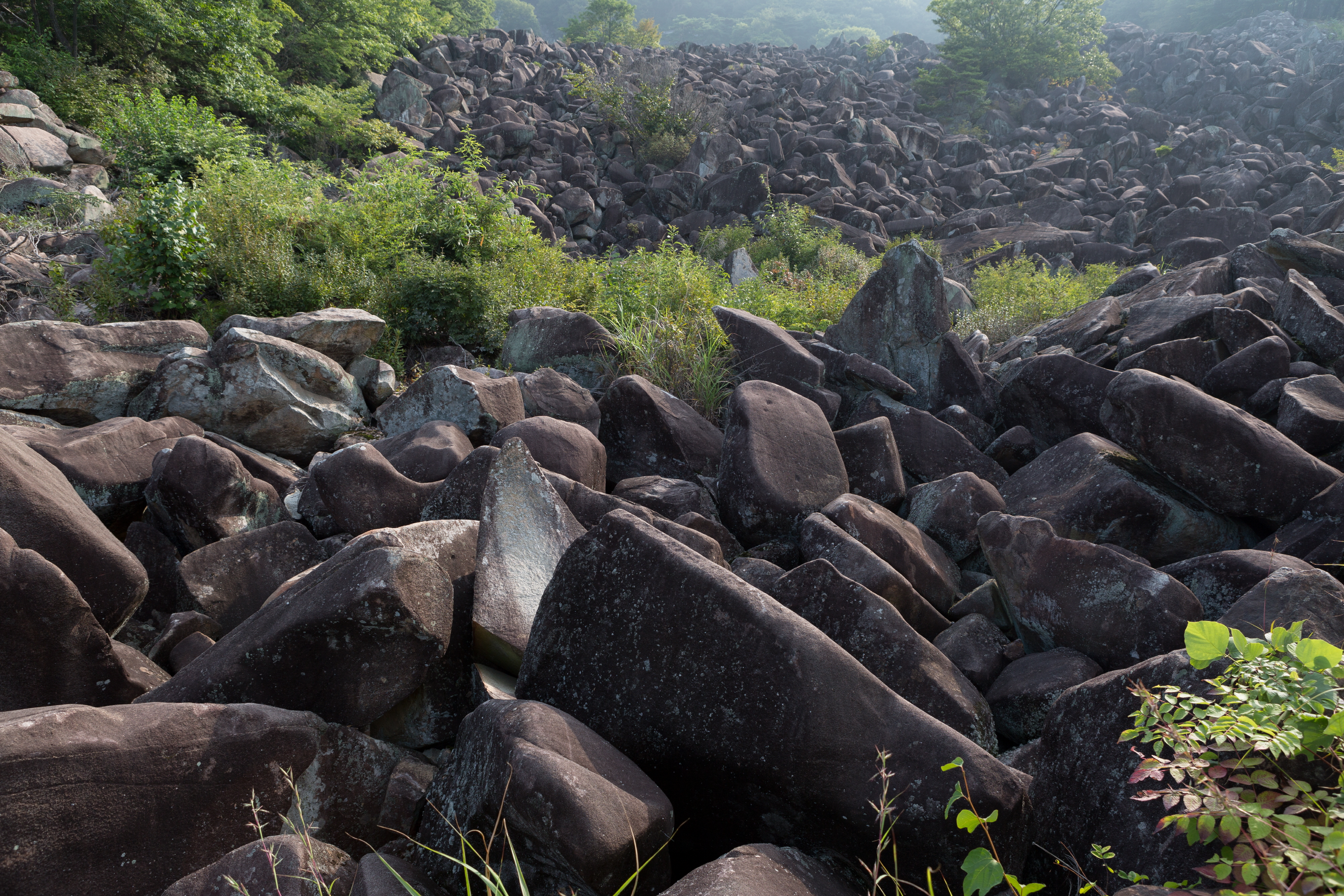
밀양 만어산 암괴류

## 같이 보기
- 애추
- 풍화
- 밀양 만어산 암괴류